# Yasmina Benslimane
Yasmina Benslimane (en arabe : ياسمينا بن سليمان) est une militante féministe marocaine et la fondatrice de Politics4Her. Elle est connue pour son travail de plaidoyer en faveur de l’égalité des sexes, des droits des femmes et de l’augmentation de la participation politique et de la représentation des jeunes femmes et des filles, en particulier.
En 2023, Benslimane a figuré sur la liste Forbes 30 Under 30 pour Porto Rico. Son travail a attiré l’attention internationale, ce qui lui a valu d’être incluse dans le classement des 100 femmes (BBC) dans la catégorie de la politique et du plaidoyer,.

## Carrière et activisme
En 2017, Benslimane a fondé  Politics4Her qui se concentre sur les principaux défis sociétaux, notamment la justice climatique, la migration forcée, la violence sexiste et la consolidation de la paix. Son travail, reconnu internationalement, a attiré l’attention sur ces questions sur des plateformes telles que HuffPost et Al Jazeera,.
Benslimane s’est exprimée devant plusieurs institutions, dont les Nations unies, où elle s’est adressée au Conseil de tutelle des Nations unies lors du Dialogue international sur la migration en mars 2023 

## Prix et reconnaissances
- Elle a été honorée dans la liste Forbes 30 Under 30 Local pour Porto Rico, 2023[2].
- Elle a été présentée dans le palmarès 100 femmes (BBC) dans la catégorie politique et plaidoyer, 2023[3],[4].
- Benslimane a été nommé Africain Youth Charter Hustler par l'Union africaine et Jeune leader par Women Deliver, 2020[9].
- ONU Femmes l'a reconnue comme une bâtisseuse de paix dans les États arabes, reconnaissant ses efforts pour promouvoir la paix et l'égalité des sexes, 2020[10].
- Elle a reçu le prix Emerging Leader Award de l'Université Saint Louis de Madrid, 2022[11].

## Publications choisies
- En tant que féministes de SWANA, nous sommes unies pour la libération de la Palestine, le Nouvel Arabe [12]
- Priorité à l'éducation et à l'égalité des sexes pour les femmes et les filles touchées par le séisme au Maroc, Initiative des Nations Unies pour l'éducation des filles [13]
- Nous devons investir dans les femmes et les filles en déplacement pour libérer leur potentiel, UNICEF [14]